# Fairey Battle
Fairey Battle là một loại máy bay ném bom hạng nhẹ một động cơ của Anh do hãng Fairey Aviation Company chế tạo vào cuối thập niên 1930 cho Không quân Hoàng gia. Battle trang bị cùng động cơ piston Rolls-Royce Merlin giống như máy bay tiêm kích của Anh cùng thời; nhưng Battle lại có kíp lái ba người và mang bom. Dù là mẫu máy bay cải tiến tốt so với các máy bay khác, nhưng đưa vào tham chiến chậm, tầm bay hạn chế và rất dễ bị hư hại do cả đạn pháo phòng không và đạn từ máy bay tiêm kích do chỉ có duy nhất một súng máy.303 để tự vệ.

## Biến thể
Fairey Day BomberMẫu thử (K4303).
Battle Mk I
Battle Mk II
Battle Mk V
Battle T
Battle IT
Battle IIT
Battle TT
Battle TT.Mk I

## Quốc gia sử dụng
Úc
- Không quân Hoàng gia Australia có 364 chiếc.

 Bỉ
- Không quân Bỉ 18 chiếc

 Canada
- Không quân Hoàng gia Canada có 739 chiếc.

 India
- Không quân Ấn Độ

 Ireland
- Quân đoàn Không quân Ireland

 Greece
- Không quân Hy Lạp có12 chiếc.

 Ba Lan
- Không quân Ba Lan lưu vong ở Anh

 South Africa
- Không quân Nam Phi có khoảng 340 chiếc.

 Thổ Nhĩ Kỳ
- Không quân Lục quân Thổ Nhĩ Kỳ có 30 chiếc.

 Anh Quốc
- Không quân Hoàng gia
- Không quân Hải quân Hoàng gia

## Tính năng kỹ chiến thuật (Mk.II)
Dữ liệu lấy từ Fairey Aircraft since 1915
Đặc điểm tổng quát
- Kíp lái: 3
- Chiều dài: 42 ft 4 in (12,91 m)
- Sải cánh: 54 ft 0 in (16,46 m)
- Chiều cao: 15 ft 6 in (4,72 m)
- Diện tích cánh: 422 ft² (39,2 m²)
- Trọng lượng rỗng: 6.647 lb (3.015 kg)
- Trọng lượng có tải: 10.792 lb (4.895 kg)
- Động cơ: 1 × Rolls-Royce Merlin II, 1.030 hp (768 kW)

 Hiệu suất bay 
- Vận tốc cực đại: 257 mph (223 kn, 413 km/h) trên độ cao 15.000 ft (4.600 m)
- Tầm bay: 1.000 mi (870 nmi, 1.610 km)
- Trần bay: 25.000 ft (7.620 m)
- Lên độ cao 5.000 ft (1.520 m): 4 phút 6 giây

Trang bị vũ khí

- Súng: 

  - 1× súng máy M1919 Browning.303 in (7,7 mm)
  - 1× súng máy Vickers K.303 in (7,7 mm)
- Bom: 

  - 4 quả bom 250 lb (110 kg)
  - 500 lb (230 kg) bom bổ sung